# Georg Büchner
Karl Georg Büchner (Goddelau, Alemania, 17 de octubre de 1813 - Zúrich, Suiza, 19 de febrero de 1837) fue un dramaturgo alemán y escritor de prosa. Era hijo del químico y médico forense Ernst Karl Büchner, hermano del físico y filósofo Ludwig Büchner y tío del químico industrial Ernst Wilhelm Büchner. El talento de Büchner es generalmente tenido en gran estima tanto en Alemania como en el extranjero y sus obras se representan con frecuencia. Se considera que, de no haber muerto tan joven, habría adquirido la importancia de Goethe y Schiller.

## Biografía
Nació en Goddelau, cerca de Darmstadt, Hesse-Darmstadt, primogénito del médico Ernst Karl Büchner y de Caroline Reuss. Asistió al colegio privado del Dr. Karl Weiterhausen de 1822 a 1825 y cursó estudios secundarios en el instituto Ludwig Georg de Darmstadt, donde se especializó en ciencias y en lenguas modernas (francés, italiano e inglés).
La familia Büchner habían educado a sus hijos en un ambiente en el que predominaba el gusto por las ciencias, la literatura y la cultura en general. El doctor Ernst Büchner, padre de Georg, había sido cirujano castrense de los ejércitos napoleónicos durante cinco años, antes de ser médico en Goddelau. Químico industrial de renombre, fue el inventor de varias herramientas científicas, como el embudo Büchner. Su admiración por la figura de Napoleón y su interés por todo lo relacionado con la cultura francesa tuvo sin duda su influencia en el hijo. Ernst Büchner, que era ateo, suscitó el interés de sus dos hijos, Ludwig y Georg, por la ciencia y una visión materialista de la realidad.

Su madre, Caroline Reuss, que pertenecía a una familia de altos funcionarios de Pirmasens, en un pequeño distrito anexionado a Francia de 1793 a 1814, también contribuyó al desarrollo del talento creativo de Georg con su enorme afición a la literatura. Fue ella quien le educó hasta los nueve años.

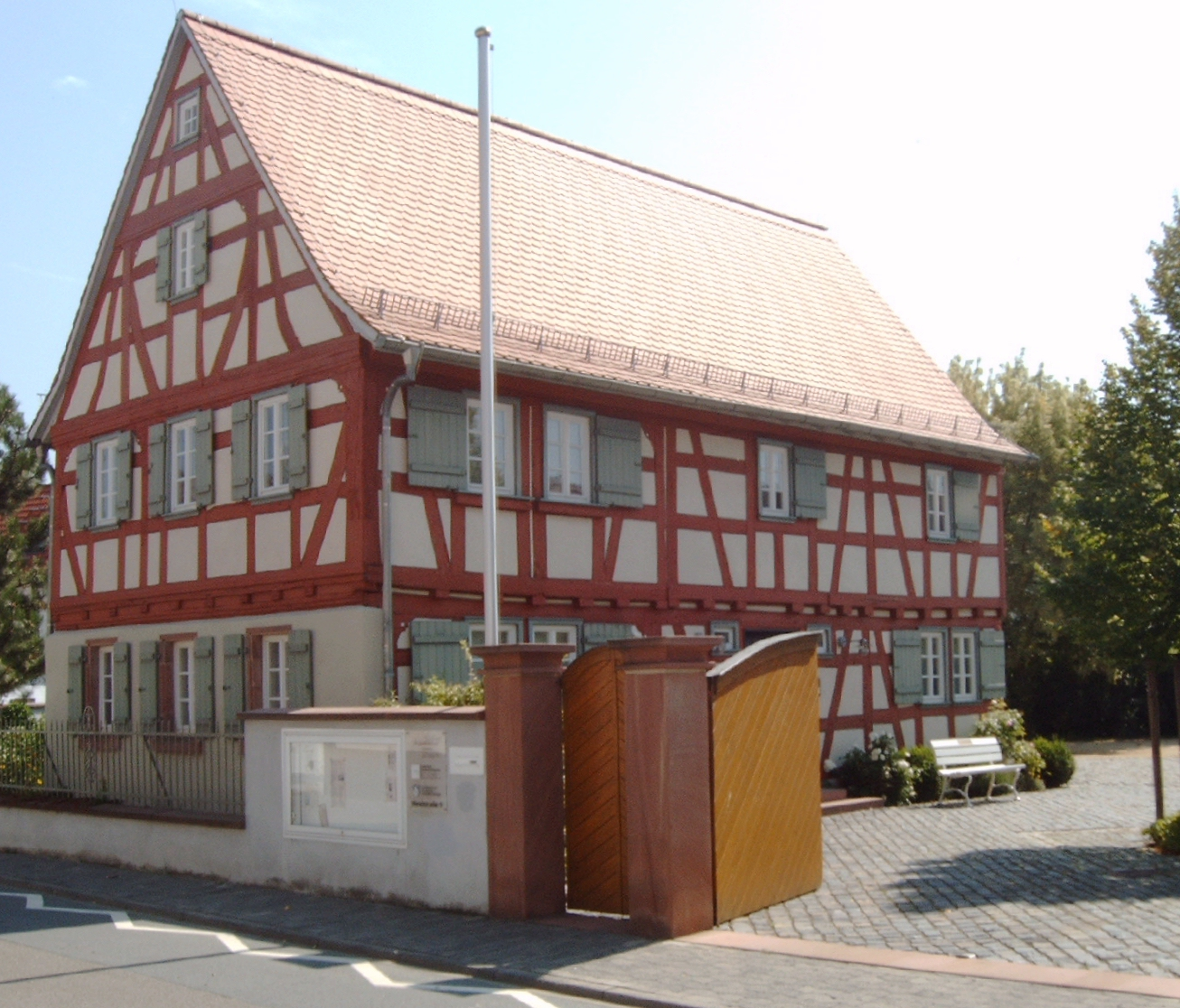
Casa de la familia Büchner en Goddelau.

La primera muestra del pensamiento del joven Georg Büchner —a los 17 años— la tenemos en un ejercicio escolar: su defensa del suicidio de Catón. El eje de su argumentación es la idea de que la vida no es un mero lugar de tránsito hacia un paraíso post mortem, sino un fin en sí misma. En 1828 se interesa por la política y forma un círculo de aficionados a William Shakespeare que probablemente será el núcleo de la futura Gesellschaft für Menschenrechte ("Sociedad para los derechos del hombre") que fundará unos años más tarde. 
En noviembre de 1831, se matricula en la universidad de Estrasburgo para estudiar medicina. Allí profundiza su conocimiento de la literatura francesa y entra en contacto con grupos republicanos franceses, opositores a la monarquía de Julio establecida después de la abortada revolución de 1830. Se aloja en casa del pastor protestante Johann Jakob Jägle, de cuya hija se enamora y con la que se compromete en la primavera de 1832.
A finales de 1833 enferma de meningitis y decide terminar sus estudios en la Universidad de Giessen. 
En aquellos años, Büchner participa activamente en los movimientos que sacuden Alemania en pro de la unificación de sus casi 50 Estados, la mayoría de ellos gobernados por monarcas absolutistas. En abril de 1833, después del fracaso de una tentativa de insurrección liderada por estudiantes y liberales en Fráncfort del Meno, Georg tiene que tranquilizar a sus padres, preocupados por sus tendencias políticas, asegurándoles que se mantendrá apartado de todo tipo de actividades subversivas, lo que no es obstáculo para que defienda la revolución como único medio capaz de cambiar un orden social que considera injusto, como lo demuestra una carta escrita al dramaturgo y periodista Karl Gutzkow, en la que afirma que "la lucha entre ricos y pobres es el único combate revolucionario en el mundo", así como la publicación de Der Hessische Landbote, del cual se hablará más adelante.
Inspirado por las teorías socialistas utópicas de François Babeuf y Henri de Saint-Simon y el pragmatismo revolucionario de Louis Auguste Blanqui, funda en marzo de 1833 una sociedad secreta dedicada a la causa revolucionaria, la Gesellschaft für Menschenrechte ("Sociedad para los derechos del hombre"), al instar de sociedades similares existentes en Francia. Al mes siguiente, regresa a casa de sus padres en Darmstadt, donde crea una sección de la misma sociedad.

En 1834 conoce al pastor protestante Friedrich Ludwig Weidig, figura protagonista de la oposición en el condado de Hesse. Redacta con él el libelo revolucionario Der Hessische Landbote (El mensajero rural de Hessen), destinado a sublevar a los campesinos del Ducado de Hessen, en el que proclama: «¡Paz a las cabañas, guerra a los palacios!» y cuyo objetivo era asociar los intereses materiales del pueblo campesino a la acción política.

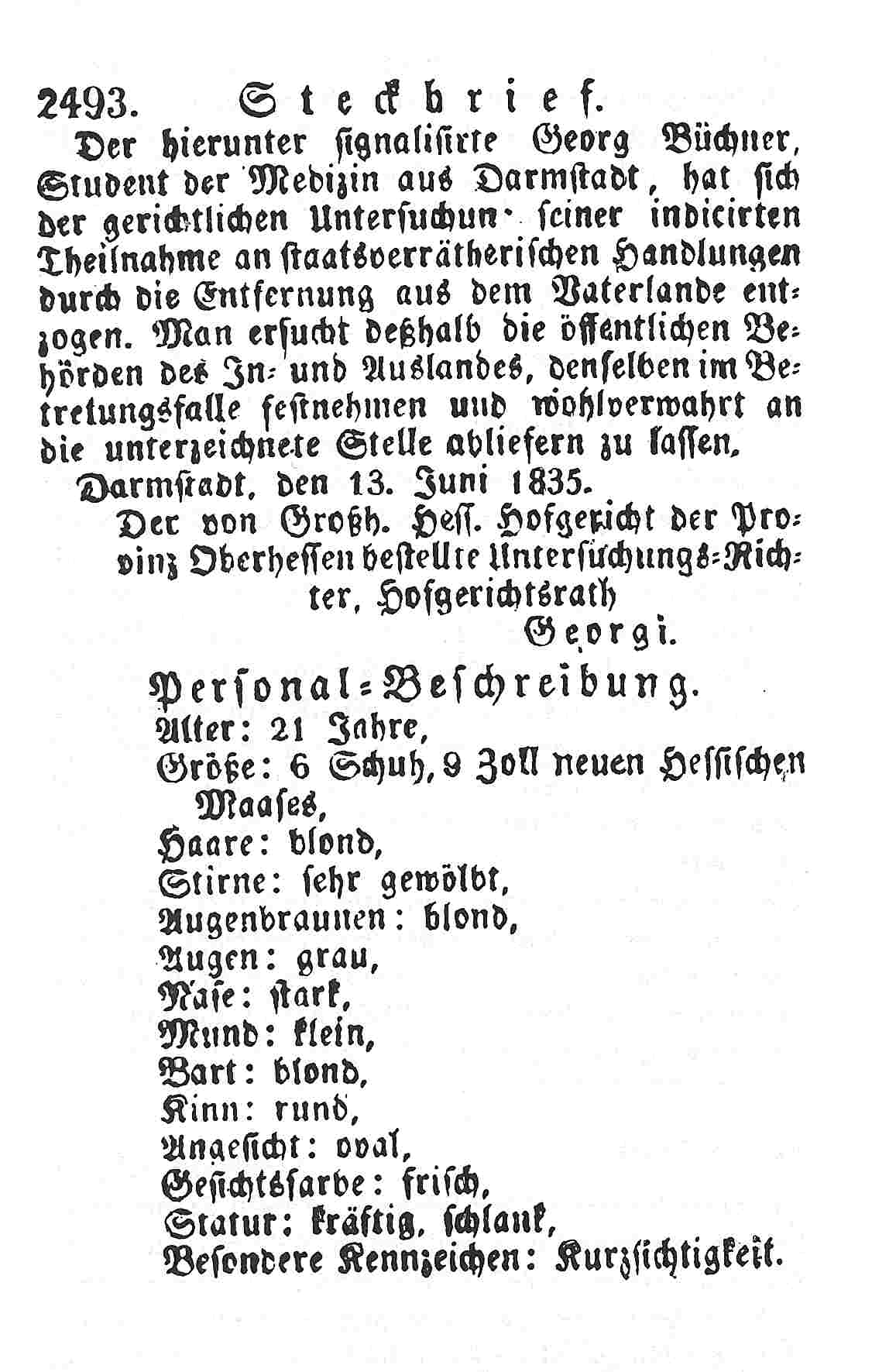
Orden de búsqueda y captura de Georg Büchner.

A partir de octubre de 1834, Büchner empieza a escribir La muerte de Danton (Dantons Tod). Publica numerosos artículos polémicos y satíricos en El mensajero rural de Hesse, lo que le vale ser censurado y perseguido por las autoridades. Tras la publicación de El mensajero rural de Hessen, Büchner es acusado de traición y buscado por la policía. Consigue huir pero August Becker  y el pastor Weidig son arrestados. Mientras que el pastor fue torturado y murió en prisión. Becker, que permaneció 4 años en la cárcel, ayudo al juez a buscar a Büchner que se oculta en casa de sus padres, donde termina de redactar La muerte de Danton. Pero es traicionado y tiene que abandonar el país y huir a Estrasburgo en 1835.
Ese mismo año, traduce al alemán dos obras de Victor Hugo: Lucrèce Borgia y Marie Tudor. En 1836, emprende investigaciones científicas en biología y es admitido como miembro de la Sociedad de Historia Natural de Estrasburgo. Gracias a su estudio Mémoire sur le système nerveux du barbeau (Cyprinus barbus L.), publicado en París y Estrasburgo, obtiene un doctorado por la universidad de Zúrich. Emprende la redacción de la primera versión de su obra Leoncio y Lena.
A finales de 1836, Georg Büchner se traslada a Zúrich, donde se le ofrece un puesto de profesor adjunto en la Facultad de Medicina. Al mismo tiempo, será privatdozent de ciencias naturales en la universidad. Aparte de su labor de investigador, mantiene contactos con otros refugiados políticos y trabaja en Woyzeck. La obra permanecerá inconclusa y fragmentada en cuatro manuscritos, por lo que se desconoce el final que el autor tenía pensado.
Georg Büchner falleció en Zúrich, poco después de haber dado una conferencia en la universidad. El tifus se llevó su vida el 19 de febrero de 1837 a la edad de veintitrés años y cuatro meses. La brevedad de su vida no ha sido obstáculo para que sea considerado uno de los mayores autores de teatro modernos, precursor de varios estilos, entre ellos el teatro del absurdo o el expresionismo.

## Notas sobre su obra

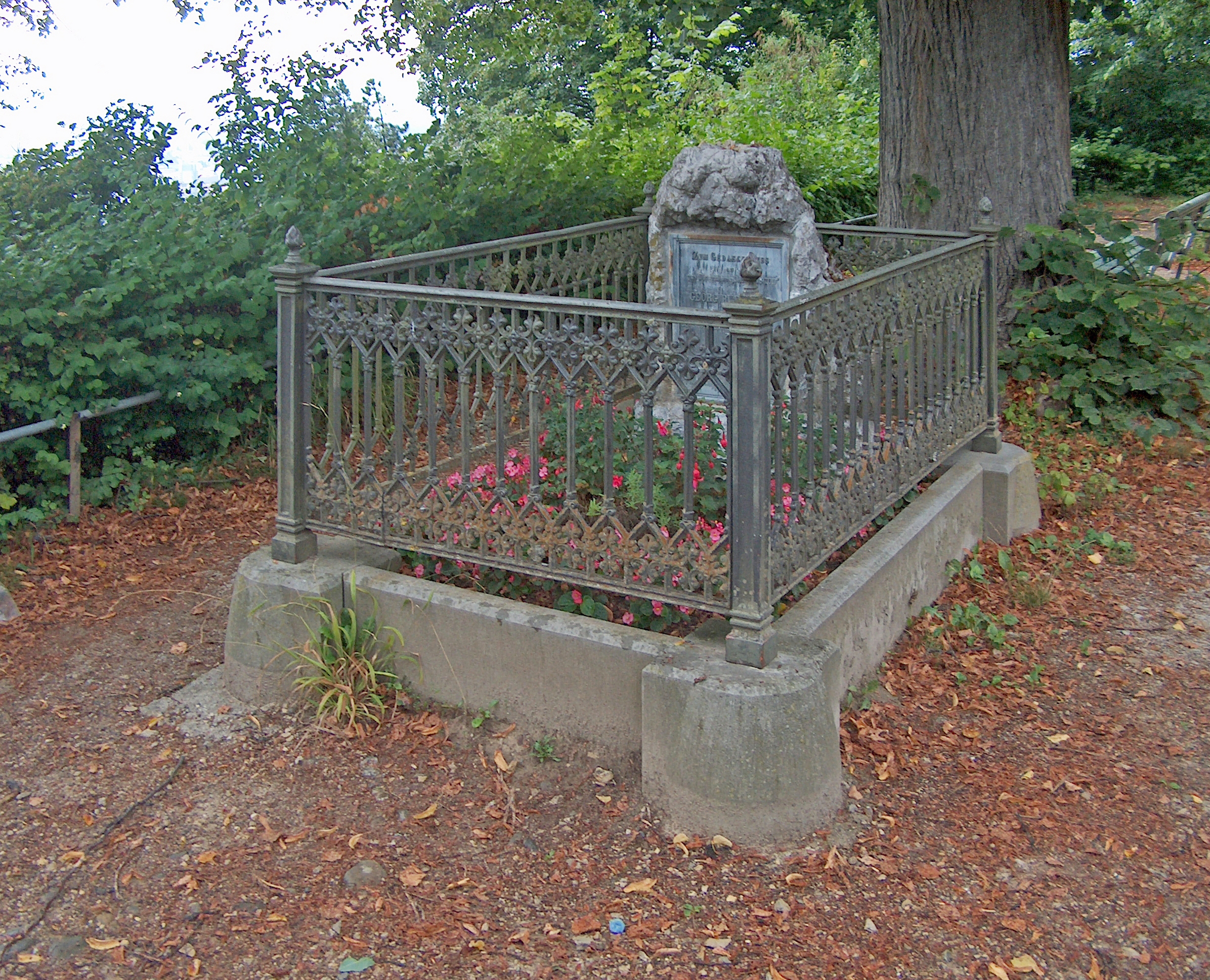
Tumba de Georg Büchner en Zúrich.